# Waigali
Waigali  (kalaSa) /ime Waigali dolazi po dolini Waigel. Naziv KalaSa označava također i ostale narode koji ne govore jezik kalaSa-alâ, uključujući u njih i grâmsaNâ grâm i sâma u dolini Pech i indoarijski kal'aSa-m'un u Chitrâlu./ maleni narod iz skupine Nuristanaca, naseljen u Afganistanu na jugoistoku Nuristana, kraju što se nalazi južno od Hindukuša. Narod Waigali ili kalaSa sastoji se od tri etničke grupe, to su, viz.: a) väi (vai ili vä, nazivani i Varjan 'Upper People'); b) cima-nišei (Chima-Nishey, 'Lower People'); i c) vâ˜tä u dolini donjeg Waigala. Među Waigale treba pridodati i stanovnike doline Dungal (Daren) a zovu se KSto. Populacija: 1,500 (2000 Van Driem).
Temeljna jedinica waigali-društva je selo okruženo poljima i pašnjacima. Zemlja je u vlasništvu muške glave obitelji, a prava na pašnjake nasljeđuju njegovi sinovi. Podjela posla vrši se prema spolu, s tradicionalnim mukim i ženskim poslovima. 
Religija je izvorno bila šamanizam. Arapaski osvajači u Afganistan dolaze u 7. stojeću a od 9. stoljeća prihvatili su islam. Danas su većinom sunitski-muslimani.
Wagali svoj jezik nazivaju waigeli ili KalaSa-alâ (kalasha-ala) i član je indoiranske skupine jezika, podskupine nuristani.